# Kragsyde
Kragsyde (1883 – 85, démoli en 1929) était un manoir de style Shingle conçu par le cabinet d'architecture Bostonien Peabody & Stearns et construit à Manchester-by-the-Sea, dans le Massachusetts.  Bien que démoli depuis longtemps, il est considéré comme une icône de l'architecture américaine. 

## Histoire
Kragsyde a été commandé par George Nixon Black, Jr. (1842 – 1928), héritier d'une fortune immobilière de Boston, qui avait été un camarade de classe à Harvard de l'architecte Robert Swain Peabody.  En 1882, Black paya 10 000 dollars ( 0,26 million de dollars aujourd'hui) pour le terrain en bord de mer de 2,4 hectares situé sur une péninsule appelée Smith's Point, surplombant Lobster Bay.  L'entrepreneur local Roberts & Hoare a construit la maison, entre 1883 et 1885, pour environ 60 000 $ (1,67 million de dollars aujourd'hui).  Établi de façon spectaculaire sur un haut rocher affleurant, la maison sans plan précis était célèbre à son époque et a été publiée à la fois en Amérique et en Europe.  Black et sa sœur l'occupèrent chaque été de mai à octobre jusqu'à la fin de leur vie. 
L'historien de l'architecture Vincent Scully a décrit Kragsyde comme "un chef-d'œuvre" et a déclaré que "Peabody & Stearns never again, to my knowledge, created a house of such quality". 

## Conception

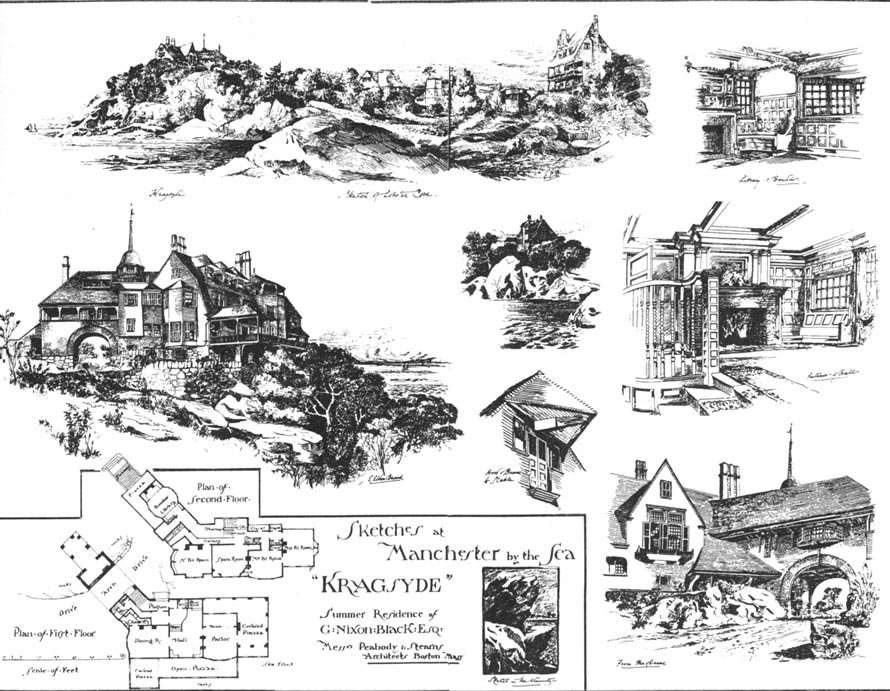
Croquis de Kragsyde (1885).

L’empreinte de Kragsyde était celle d’un large "V" – la maison principale de trois étages et demi (22,9 x 13,7 m) faisant face à l’océan Atlantique, et une aile secondaire (6,1 x 20 16,8 m) réglé à un angle de 45 degrés.  Il a été conçu non seulement pour maximiser les vues, mais également pour capter les brises de mer fraîches.  Le trait le plus spectaculaire de la maison était une arche massive qui formait une porte cochère et soutenait la loggia (porche ouvert) et la salle de billard vitrée au-dessus.  Les invités arrivant en calèche étaient déposés sous la voûte, entraient par la porte principale et montaient par un escalier intérieur menant à l’étage principal, qui comportait des salles à destination des réceptions.  Les salles de service et la cuisine étaient situées au rez-de-chaussée et un escalier de service tenait les domestiques à l'abri des regards.  Un monte-plats transportait de la nourriture de la cuisine au garde-manger du majordome à l'étage principal.  Une piazza (terrasse) de la longueur de la maison faisait face à l'océan et une partie couverte en porte à faux sur les rochers.  Le salon était entouré sur trois côtés par la piazza et un porche couvert en forme de L.  Des escaliers descendaient de la loggia à une série de terrasses.  Le deuxième étage contenait des chambres pour les Black et leurs invités.  Le troisième étage contenait des chambres pour les domestiques. 
Le paysage en terrasse entourant la maison a été conçu par Frederick Law Olmsted.  Certains de ses murs d'origine survivent. 

## Quatre maisons

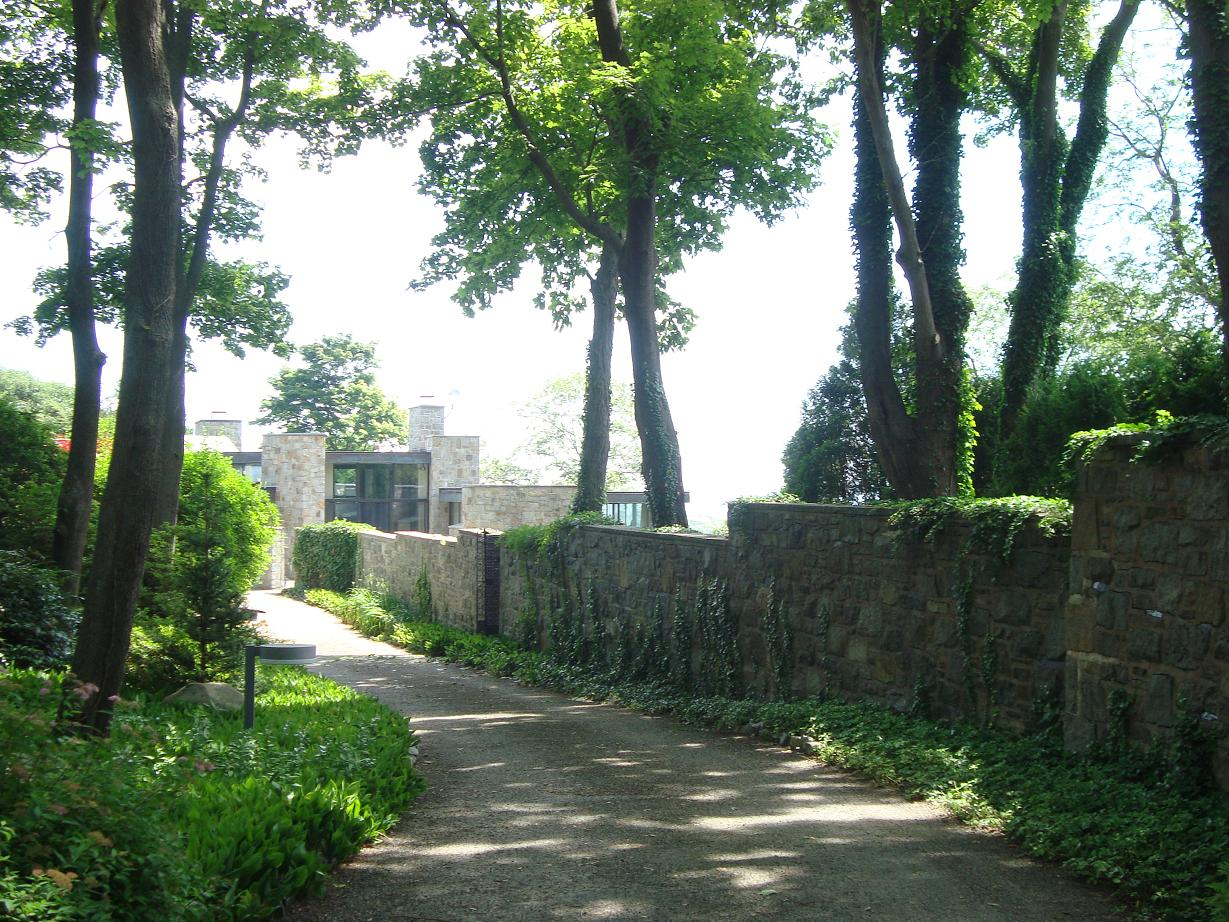
Kragsyde (1975), en 2011

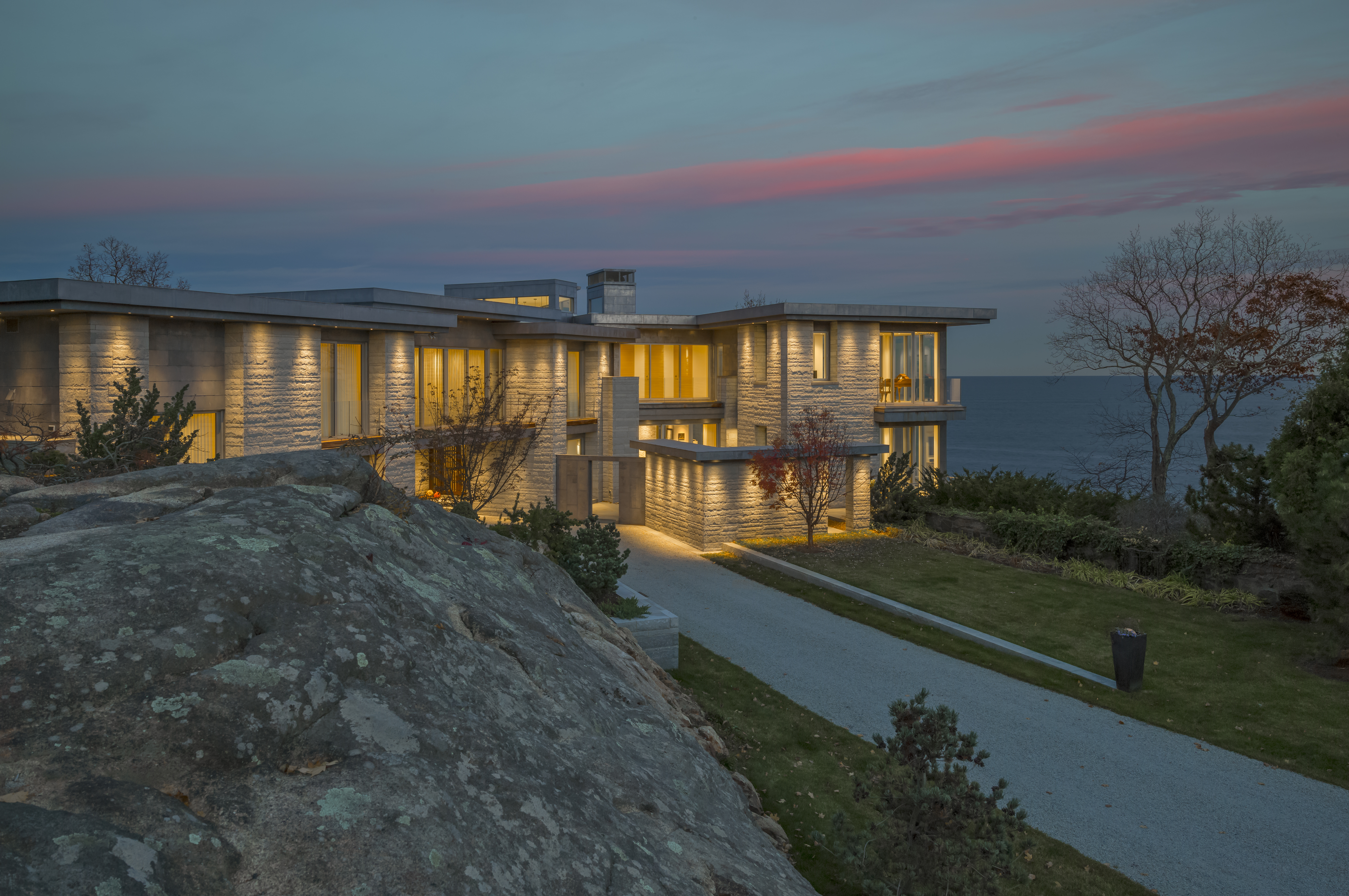
Kragsyde (2014), en 2016

Une série de quatre maisons a été construite sur les fondations de l'originale: 
- "Kragsyde" (1885): démoli en 1929.
- "Kragsyde" (années 1930): une maison en stuc construite par l'avocat de Boston, Pierpont Stackpole[4].
- "Kragsyde" (1975), alias  "La maison du général": comme l'original, il comportait une aile avec porte cochère placée à un angle de 45 degrés de la maison principale[5].  Celle-ci a été construit pour Georges Doriot , fondateur de l'American Research and Development Corporation et son épouse Edna.
- "Kragsyde" (2014): En 2014, une quatrième maison a été construite sur les fondations de l'originale.

### Maisons connexes
- " Cragside " (1863), une maison du Northumberland, en Angleterre, conçue par Richard Norman Shaw, cité comme ayant influencé la conception de Kragsyde[6];
- La remise à voitures de Kragsyde (1882), également de Peabody & Stearns, est située au 29 Smith's Point Road;
- * "Kragsyde II" (1982), une maison basée sur l'original (mais enmiroir) a été construite sur l'île Swan's, près de Bar Harbor, dans le Maine[7],[8],[9]. Son emplacement est

44° 08′ 38,88″ N, 68° 23′ 40,13″ O.

### Sources
- The American Architect and Building News, March 7, 1885.
- Annie Robinson, Peabody & Stearns:  Country Houses and Seaside Cottages (W.W. Norton, 2010).
- Vincent J. Scully Jr., The Shingle Style and the Stick Style: Architectural Theory and Design from Richardson to the Origins of Wright (New Haven: Yale University Press, 1955; reprinted 1971).
- George William Sheldon, Artists Country-Seats: Types of Recent American Villa and Cottage Architecture with Instances of Country Club-Houses, volume II (New York: D. Appleton and Co., 1887).